# Belcastro
Belcastro là một đô thị (comune) thuộc tỉnh Catanzaro, trong vùng Calabria phía nam nước Ý. Đô thị này có diện tích 52 km2, dân số là 1385 người.